# Enzo Rosa
Enzo Rosa (Balzola, Provincia de Alessandria, Italia, 24 de abril de 1913 - Varazze, Provincia de Savona, Italia, 20 de febrero de 1994) fue un futbolista italiano. Se desempeñaba en la posición de delantero.

## Clubes
| Club            | País   | Año         |
| --------------- | ------ | ----------- |
| Juventus F. C.  | Italia | 1931 - 1934 |
| A. C. Pavia     | Italia | 1934 - 1935 |
| Atalanta B. C.  | Italia | 1935 - 1936 |
| A. S. Biellese  | Italia | 1936 - 1937 |
| A. S. Casale    | Italia | 1937 - 1938 |
| Piacenza Calcio | Italia | 1939 - 1940 |
| Pinerolo F. C.  | Italia | 1940 - 1941 |
| A. S. Casale    | Italia | 1941 - 1942 |

## Palmarés

### Campeonatos nacionales
| Título  | Club           | País   | Año     |
| ------- | -------------- | ------ | ------- |
| Serie A | Juventus F. C. | Italia | 1931-32 |
| Serie C | A. S. Casale   | Italia | 1937-38 |